# Mistrzostwa Świata w Gimnastyce Sportowej 1954
13. Mistrzostwa świata w gimnastyce sportowej, które odbyły się we włoskim mieście Rzym w 1954 roku.

## Tabela medalowa
| Poz. | Państwo        | Złota | Srebra | Brązy | Łącznie |
| ---- | -------------- | ----- | ------ | ----- | ------- |
| 1    | ZSRR           | 12    | 3      | 5     | 20      |
| 2    | Japonia        | 2     | 1      | 1     | 4       |
| 3    | Czechosłowacja | 1     | 3      | 1     | 5       |
| 4    | Węgry          | 1     | 1      | 1     | 3       |
| 5    | Szwecja        | 1     | 0      | 2     | 3       |
| 6    | Szwajcaria     | 0     | 2      | 2     | 4       |
| 7    | RFN            | 0     | 2      | 1     | 3       |
| 8    | Polska         | 0     | 0      | 2     | 2       |

## Mężczyźni

### Wielobój indywidualnie
| Medal | Zawodnik         | Punkty  |
| ----- | ---------------- | ------- |
| 1     | Wiktor Czukarin  | 115.450 |
| 1     | Walentin Muratow | 115.450 |
| 3     | Hrant Szahinian  | 114.600 |

### Ćwiczenia wolne
| Medal | Zawodnik          | Punkty |
| ----- | ----------------- | ------ |
| 1     | Masao Takemoto    | 19.250 |
| 1     | Walentin Muratow  | 19.250 |
| 3     | William Thoresson | 19.200 |

### Ćwiczenia na koniu z łękami
| Medal | Zawodnik        | Punkty |
| ----- | --------------- | ------ |
| 1     | Hrant Szahinian | 19.300 |
| 2     | Josef Stalder   | 19.250 |
| 3     | Wiktor Czukarin | 19.200 |

### Ćwiczenia na kółkach
| Medal | Zawodnik           | Punkty |
| ----- | ------------------ | ------ |
| 1     | Albert Azarian     | 19.750 |
| 2     | Jewgienij Korolkow | 19.550 |
| 3     | Walentin Muratow   | 19.500 |

### Skok
| Medal | Zawodnik        | Punkty |
| ----- | --------------- | ------ |
| 1     | Leo Sotornik    | 19.250 |
| 2     | Helmut Bantz    | 19.200 |
| 3     | Sergei Dzhayani | 19.100 |

### Ćwiczenia na poręczach
| Medal | Zawodnik        | Punkty |
| ----- | --------------- | ------ |
| 1     | Wiktor Czukarin | 19.600 |
| 2     | Josef Stalder   | 19.550 |
| 3     | Helmut Bantz    | 19.400 |
| 3     | Masao Takemoto  | 19.400 |
| 3     | Hans Eugster    | 19.400 |

### Ćwiczenia na drążku
| Medal | Zawodnik         | Punkty |
| ----- | ---------------- | ------ |
| 1     | Walentin Muratow | 19.700 |
| 2     | Helmut Bantz     | 19.400 |
| 2     | Boris Szachlin   | 19.400 |

### Zawody drużynowe
| Medal | Państwo    | Punkty  |
| ----- | ---------- | ------- |
| 1     | ZSRR       | 689.900 |
| 2     | Japonia    | 673.250 |
| 3     | Szwajcaria | 671.550 |

## Kobiety

### Wielobój indywidualnie
| Medal | Zawodniczka    | Punkty |
| ----- | -------------- | ------ |
| 1     | Galina Rud'ko  | 75.680 |
| 2     | Eva Bosáková   | 75.110 |
| 3     | Helena Rakoczy | 74.370 |

### Skok
| Medal | Zawodniczka         | Punkty |
| ----- | ------------------- | ------ |
| 1     | Ann-Sofi Pettersson | 18.960 |
| 1     | Tamara Manina       | 18.960 |
| 3     | Evy Berggren        | 18.930 |

### Ćwiczenia na poręczach
| Medal | Zawodniczka    | Punkty |
| ----- | -------------- | ------ |
| 1     | Ágnes Keleti   | 19.460 |
| 2     | Galina Rud'ko  | 19.330 |
| 3     | Helena Rakoczy | 19.200 |

### Ćwiczenia na równoważni
| Medal | Zawodniczka  | Punkty |
| ----- | ------------ | ------ |
| 1     | Keiko Tanaka | 18.890 |
| 2     | Eva Bosáková | 18.760 |
| 3     | Ágnes Keleti | 18.720 |

### Ćwiczenia wolne
| Medal | Zawodniczka        | Punkty |
| ----- | ------------------ | ------ |
| 1     | Tamara Manina      | 19.390 |
| 2     | Eva Bosáková       | 19.160 |
| 3     | Marija Horochowśka | 19.120 |

### Zawody drużynowe
| Medal | Państwo        | Zawodniczka                         | Punkty  |
| ----- | -------------- | ----------------------------------- | ------- |
| 1     | ZSRR           | Nina Boczarowa                      | 524.310 |
| 1     | ZSRR           | Piełagieja Daniłowa                 | 524.310 |
| 1     | ZSRR           | Marija Horochowśka                  | 524.310 |
| 1     | ZSRR           | Łarysa Łatynina                     | 524.310 |
| 1     | ZSRR           | Tamara Manina                       | 524.310 |
| 1     | ZSRR           | Sofja Muratowa                      | 524.310 |
| 1     | ZSRR           | Galina Rud'ko                       | 524.310 |
| 1     | ZSRR           | Galina Sarabidze                    | 524.310 |
| 2     | Węgry          | Eva Banati                          | 518.280 |
| 2     | Węgry          | Ilona Banhegyi Milanovits           | 518.280 |
| 2     | Węgry          | Irén Daruházi-Karcsics              | 518.280 |
| 2     | Węgry          | Erzsebet Gulyasne Köteles           | 518.280 |
| 2     | Węgry          | Alíz Kertész                        | 518.280 |
| 2     | Węgry          | Olga Lemhenyine Tass                | 518.280 |
| 2     | Węgry          | Edit Perenyine Vasarhelyi-Weckinger | 518.280 |
| 2     | Węgry          | Ágnes Keleti                        | 518.280 |
| 3     | Czechosłowacja | Eva Bosáková                        | 511.750 |
| 3     | Czechosłowacja | Miroslava Brdičková                 | 511.750 |
| 3     | Czechosłowacja | Alena Chadimová                     | 511.750 |
| 3     | Czechosłowacja | Věra Drazdíková                     | 511.750 |
| 3     | Czechosłowacja | Zdeňka Lišková                      | 511.750 |
| 3     | Czechosłowacja | Anna Marejková                      | 511.750 |
| 3     | Czechosłowacja | Alena Reichová                      | 511.750 |
| 3     | Czechosłowacja | Věra Vančurová                      | 511.750 |